# Arachnocoris
Arachnocoris is een geslacht van wantsen uit de familie van de Nabidae (Sikkelwantsen). Het geslacht werd voor het eerst wetenschappelijk beschreven door Scott in 1881.

## Soorten
Het genus bevat de volgende soorten:

- Arachnocoris alboannulatus Costa-Lima, 1927
- Arachnocoris albomaculatus Scott, 1881
- Arachnocoris berytoides (Uhler, 1894)
- Arachnocoris darlingtoni Santiago-Blay & Mercado, 2016
- Arachnocoris dispar Scott, 1881
- Arachnocoris eberhardi Kerzhner, 1990
- Arachnocoris karukerae Lopez-Moncet, 1990
- Arachnocoris myersi China, 1946
- Arachnocoris panamensis (Distant, 1893)
- Arachnocoris portoricensis Mercado, 2016
- Arachnocoris setosus Kerzhner, 1990
- Arachnocoris simoni Bergroth, 1899
- Arachnocoris thesauri Lopez-Moncet, 1997
- Arachnocoris torquatus Bergroth, 1914
- Arachnocoris trinitatis Bergroth, 1914
- Arachnocoris varius Lopez-Moncet, 1997